# Episodi di Young Sheldon (quarta stagione)
La quarta stagione della sitcom Young Sheldon è stata trasmessa in prima visione assoluta negli Stati Uniti d'America da CBS dal 5 novembre 2020 al 13 maggio 2021.
In Italia i primi 10 episodi sono andati in onda in prima visione assoluta dal 14 marzo all'11 aprile 2021 su Premium Stories, mentre in chiaro vengono trasmessi dal 10 al 21 gennaio 2022 alle 15:25 su Italia 1. Gli episodi dall'11 al 18 sono trasmessi in prima visione assoluta su Italia 1 dal 24 gennaio al 2 febbraio 2022 allo stesso orario, in seguito alla chiusura dei canali Premium.
| n° | Titolo originale                                                  | Titolo italiano                                                                | Prima TV USA     | Prima TV Italia  |
| -- | ----------------------------------------------------------------- | ------------------------------------------------------------------------------ | ---------------- | ---------------- |
| 1  | Graduation                                                        | Il giorno del diploma                                                          | 5 novembre 2020  | 14 marzo 2021    |
| 2  | A Docent, A Little Lady and a Bouncer Named Dalton                | Un insegnante, una signorina e un buttafuori di nome Dalton                    | 12 novembre 2020 | 14 marzo 2021    |
| 3  | Training Wheels and an Unleashed Chicken                          | Una bicicletta con le rotelle ed una gallina scatenata                         | 19 novembre 2020 | 21 marzo 2021    |
| 4  | Bible Camp and a Chariot of Love                                  | Un campo estivo biblico e una carrozza dell'amore                              | 3 dicembre 2020  | 21 marzo 2021    |
| 5  | A Musty Crypt and a Stick to Pee On                               | Una cripta affumicata e un bastoncino su cui fare pipì                         | 17 dicembre 2020 | 28 marzo 2021    |
| 6  | Freshman Orientation and the Inventor of the Zipper               | Orientamento per matricole e l'inventore della lampo                           | 21 gennaio 2021  | 28 marzo 2021    |
| 7  | A Philosophy Class and Worms That Can Chase You                   | Una lezione di filosofia e vermi che possono inseguirti                        | 11 febbraio 2021 | 4 aprile 2021    |
| 8  | An Existential Crisis and a Bear That Makes Bubbles               | Una crisi esistenziale e un orso che fa le bolle                               | 18 febbraio 2021 | 4 aprile 2021    |
| 9  | Crappy Frozen Ice Cream and an Organ Grinder's Monkey             | Un gelato schifoso e una scimmia che suona l'organetto                         | 25 febbraio 2021 | 11 aprile 2021   |
| 10 | Cowboy Aerobics and 473 Grease-Free Bolts                         | Aerobica per cowboy e 473 bulloni sgrassati                                    | 4 marzo 2021     | 11 aprile 2021   |
| 11 | A Pager, a Club and a Cranky Bag of Wrinkles                      | Un pager, un club e un sacchetto di rughe brontolone                           | 11 marzo 2021    | 24 gennaio 2022  |
| 12 | A Box of Treasure and the Meemaw of Science                       | Una scatola del tesoro e la nonnina della scienza                              | 1º aprile 2021   | 25 gennaio 2022  |
| 13 | The Geezer Bus and a New Model for Education                      | Il bus dei vecchietti e un nuovo modello per la didattica                      | 8 aprile 2021    | 26 gennaio 2022  |
| 14 | Mitch's Son and the Unconditional Approval of a Government Agency | Il figlio di Tatiana e l'approvazione incondizionata di un'agenzia governativa | 15 aprile 2021   | 27 gennaio 2022  |
| 15 | A Virus, Heartbreak and a World of Possibilities                  | Un virus, un dolore straziante e un mondo di possibilità                       | 22 aprile 2021   | 28 gennaio 2022  |
| 16 | A Second Prodigy and the Hottest Tips for Pouty Lips              | Un altro genio e i consigli più hot per labbra imbronciate                     | 29 aprile 2021   | 31 gennaio 2022  |
| 17 | A Black Hole                                                      | Un buco nero                                                                   | 6 maggio 2021    | 1º febbraio 2022 |
| 18 | The Wild and Woolly World of Nonlinear Dynamics                   | Il selvaggio e confuso mondo della dinamica non-lineare                        | 13 maggio 2021   | 2 febbraio 2022  |

## Il giorno del diploma
- Titolo originale: Graduation
- Diretto da: Jaffar Mahmood
- Scritto da: Eric Kaplan, Jeremy Howe e Connor Kilpatrick (soggetto), Steven Molaro, Steve Holland e Tara Hernandez (sceneggiatura)

### Trama
Sheldon deve diplomarsi per poter così iniziare l'università, ma quando una giornalista locale lo intervista vengono fuori tutte le sue paure che la gemella, anche lei in procinto di diplomarsi per passare alle scuole medie, gli fa passare confidandogli di provare gli stessi timori dovuti al cambiamento che però non possono fermarli. Sheldon durante la cerimonia di diploma tiene il discorso, dichiarando però che le sue parole sono rivolte solo a Missy, avendo capito quanto sua sorella sia importante per lui, gesto che Missy apprezza tantissimo. Nel frattempo Dale chiede scusa sia a Connie che a Georgie, confessando alla donna di voler seriamente cambiare.
- Guest star: Mayim Bialik (voce di Amy Farrah Fowler), Craig T. Nelson (allenatore Dale Ballard), Rex Linn (preside Peterson), Danielle Pinnock (signora Ingram), Ryan Phuong (Tam), Wyatt McClure (Billy Sparks)

## Un insegnante, una signorina e un buttafuori di nome Dalton
- Titolo originale: A Docent, A Little Lady and a Bouncer Named Dalton
- Diretto da: Alex Reid
- Scritto da: Steven Molaro, Steve Holland e Tara Hernandez (soggetto), Maria Ferrari, Jeremy Howe e Connor Kilpatrick (sceneggiatura)

### Trama
Sheldon scopre che il locale museo dei treni cerca una guida volontaria e subito si offre, ma la sua solita saccenteria gli fa perdere il posto dopo un solo giorno. Intanto George accompagna da solo Missy ad una partita di baseball in una città abbastanza lontana da casa e, durante il tragitto, alla ragazza vengono le mestruazioni per la prima volta; il padre all'inizio si fa prendere dal panico, ma grazie all'aiuto della commessa di un negozio riesce ad aiutare la figlia. Nel frattempo Mary, a casa da sola dopo molto tempo, viene sorpresa da Georgie a guardare Il duro del Road House, cosa che tiene assolutamente segreta perché ritiene che una buona cristiana non dovrebbe guardare certi film; il figlio però, che l'ha visto molte volte, le spiega che il padre sarebbe contento nel sapere che la moglie apprezza certe trasmissioni.
- Guest star: Larry Cedar (Lawrence), Jill Johnson (Gretchen), Thomas W. Ashworth (Norman)

## Una bicicletta con le rotelle ed una gallina scatenata
- Titolo originale: Training Wheels and an Unleashed Chicken
- Diretto da: Jeremy Howe
- Scritto da: Maria Ferrari, Tara Hernandez e Connor Kilpatrick (soggetto), Steven Molaro, Steve Holland e Eric Kaplan (sceneggiatura)

### Trama
Sheldon realizza che, data la sua piccola statura, non riuscirà ad andare da una parte all'altra dell'università camminando, quindi chiede a Missy di insegnargli ad andare in bicicletta senza rotelle, ma, a causa di una gallina di Billy, fa un incidente e si fa male al braccio destro e deve mettere il gesso per due settimane. Inizialmente viene accudito dalla madre quasi come un neonato, ma realizza che a breve dovrà andare all'università e deve necessariamente crescere. Preoccupato sul come riuscirci, la sorella gli ricorda che Stephen Hawking vive su una sedia a rotelle ma questo non gli ha impedito di diventare lo scienziato che è e quindi decide, nonostante la limitazione al braccio, di iniziare a fare tutto da solo.
- Guest star: Melissa Peterman (Brenda Sparks), Wyatt McClure (Billy Sparks), Ramiz Monsef (dottor Patel)

## Un campo estivo biblico e una carrozza dell'amore
- Titolo originale: Bible Camp and a Chariot of Love
- Diretto da: Jaffar Mahmood
- Scritto da: Steven Molaro, Steve Holland e Jeremy Howe (soggetto), Maria Ferrari, Tara Hernandez e Connor Kilpatrick (sceneggiatura)

### Trama
Sheldon è costretto a partecipare con la sorella al campo estivo della Chiesa perché hanno cancellato quello sui francobolli che frequenta ogni anno e ci trova anche Paige, mandata lì per punizione, in quanto, da quando i suoi genitori hanno divorziato, si comporta volutamente male; durante la giornata la loro rivalità torna fuori solo perché la ragazzina ama far infuriare Sheldon, che invece è incapace di farlo, salvo farla davvero arrabbiare, beccandosi da lei un pugno in faccia. Nel frattempo Georgie compra un furgoncino anziché una macchina e il padre, volendolo costringere a rivenderlo, lo obbliga a viverci; il ragazzo cambierà idea solo quando il padre di Jana si rifiuta di farla uscire con lui in una vettura con un letto.
- Guest star: Craig T. Nelson (allenatore Dale Ballard), Mckenna Grace (Paige), Rick Peters (Signor Boggs), Wyatt McClure (Billy Sparks), Ava Allan (Jana)

## Una cripta affumicata e un bastoncino su cui fare pipì
- Titolo originale: A Musty Crypt and a Stick to Pee On
- Diretto da: Alex Reid
- Scritto da: Tara Hernandez, Jeremy Howe e Connor Kilpatrick (soggetto), Steven Molaro, Steve Holland e Eric Kaplan (sceneggiatura)

### Trama
Mary scopre per caso che il marito parteciperà col collega Wilkins e la moglie Darlene ad un convegno di allenatori a San Antonio e lo costringe ad invitarla; durante il viaggio, iniziato con varie frecciatine tra i due, George, su invito del collega che invece ha un ottimo rapporto con la moglie, le dice con sincerità cosa apprezza di lei e Mary fa lo stesso, facendolo commuovere. Nel frattempo Georgie vorrebbe approfittare del week end libero per passare del tempo con la ragazza Jana, che però ha un ritardo, ma con loro grande sollievo non è incinta. Intanto Sheldon è molto triste dopo che Tam e Billy gli hanno detto che non avrebbero partecipato alla partita a Dungeons & Dragons che ha preparato e Dale, che passerà la serata in casa Cooper con Connie e i gemelli, si offre di giocare insieme agli altri col ragazzino; durante la puntata, dopo varie frecciatine della donna, capisce che il suo tentativo di sembrare una brava persona non gli permetterà comunque di sposare Constance e torna a comportarsi come sempre.
- Guest star: Craig T. Nelson (allenatore Dale Ballard), Doc Farrow (vice allenatore Wilkins), Ava Allan (Jana), Julia Pace Mitchell (Darlene)

## Orientamento per matricole e l'inventore della lampo
- Titolo originale: Freshman Orientation and the Inventor of the Zipper
- Diretto da: Jaffar Mahmood
- Scritto da: Steve Holland, Eric Kaplan e Tara Hernandez (soggetto), Steven Molaro, Jeremy Howe e Connor Kilpatrick (sceneggiatura)

### Trama
John Sturgis decide di accettare un lavoro al Superconducting Super Collider di Waxahachie e quindi non potrà più seguire Sheldon che frequenterà l'università dove insegnava e Mary è molto preoccupata per il fatto che il figlio non avrà nessuno che possa aiutarlo, ma, nonostante ciò, il ragazzino rifiuta di farsi accompagnare dalla madre per non sembrare un bambino piccolo; nella settimana di orientamento però si troverà ad affrontare vari problemi mentre la madre si divertirà molto socializzando con gli studenti. Nel frattempo Connie, scoperto del trasferimento di John, ci rimane molto male perché il professore non l'ha avvertita. Intanto George, su invito della moglie, aiuta il pastore Jeff, loro nuovo vicino, a preparare la stanza per il figlio in arrivo.
- Guest star: Wallace Shawn (Dr. Sturgis), Melissa Peterman (Brenda Sparks), Taylor Spreitler (Sam), Wyatt McClure (Billy Sparks), Jaden Martin (Jason), Bill Chott (Dean)

## Una lezione di filosofia e vermi che possono inseguirti
- Titolo originale: A Philosophy Class and Worms That Can Chase You
- Diretto da: Alex Reid
- Scritto da: Tara Hernandez, Jeremy Howe e Connor Kilpatrick (soggetto), Steven Molaro, Steve Holland e Eric Kaplan (sceneggiatura)

### Trama
Sheldon al primo giorno di università si trova alle prese con un corso di filosofia e la professoressa, mettendo qualsiasi cosa in dubbio, lo fa molto arrabbiare, così il ragazzino inizia a studiare vari testi di filosofia per risponderle adeguatamente. Nel frattempo Missy, al primo giorno delle scuole medie, è già da subito molto popolare, per la gioia della madre e di Brenda, che spera che almeno una ragazza "della zona" possa averla vinta nella vita.
- Guest star: Ed Begley Jr. (Dr. Linkletter), Melissa Peterman (Brenda Sparks), Melanie Lynskey (Professoressa Erikson), Wyatt McClure (Billy Sparks), P.J. Ochlan (Rene Descartes)

## Una crisi esistenziale e un orso che fa le bolle
- Titolo originale: An Existential Crisis and a Bear That Makes Bubbles
- Diretto da: Alex Reid
- Scritto da: Steven Molaro, Eric Kaplan e Tara Hernandez (soggetto), Steve Holland, Jeremy Howe e Connor Kilpatrick (sceneggiatura)

### Trama
Sheldon è in profonda crisi dopo aver seguito una lezione di filosofia e nessuno riesce a smuoverlo; quando la nonna parla con la professoressa Ericson per aiutare il nipote, ottiene l'effetto contrario perché le sue parole fanno prendere al ragazzino la decisione di lasciare fisica per dedicarsi a filosofia. Nel frattempo George sgrida il figlio maggiore perché non vuole più giocare a football, ma Georgie, con le sue parole su quanto ami il lavoro che fa a differenza del padre che invece lo odia, lo fanno sprofondare in una grande tristezza e pensare che non ha un posto al mondo dove essere felice.
- Guest star: Ed Begley Jr. (Dr. Linkletter), Melanie Lynskey (professoressa Erikson), Rex Linn (preside Peterson), Wyatt McClure (Billy Sparks), Doc Farrow (vice allenatore Wilkins), Wallace Shawn (Dr. Sturgis)

## Un gelato schifoso e una scimmia che suona l'organetto
- Titolo originale: Crappy Frozen Ice Cream and an Organ Grinder's Monkey
- Diretto da: Michael Judd
- Scritto da: Steve Holland, Tara Hernandez e Yael Glouberman (soggetto), Steven Molaro, Connor Kilpatrick, e Marie Cheng (sceneggiatura)

### Trama
Sheldon è costretto dalla rettrice dell'università a partecipare ad una cena con un finanziatore, ma, non avendone voglia, viene convinto dal padre che però, preoccupato che il figlio possa essere scortese, lo fa allenare facendolo discutere di scienza col vicino Billy; alla cena però, dopo un iniziale silenzio dovuto a vari sforzi, il ragazzino dice al finanziatore tutto quello che pensa di lui. Nel frattempo Missy vorrebbe partecipare ad un ballo scolastico, ma la madre glielo impedisce per la loro fede battista; dopo che Georgie le fa vedere Footloose , lei usa con Mary un'arma in più, ma comunque non cede. Sarà il maggiore dei figli, raccontandole di come lui ci sia andato senza dirle nulla, a farle capire che la sorella è una brava ragazza e alla fine cederà, proprio mentre Missy sta tentando di sgattaiolare via dalla finestra. Intanto Connie viene invitata al matrimonio del figlio di Dale, ma vorrebbe evitare di andarci; ne parla allora con June, l'ex moglie di Dale, che la convince a partecipare, ma alla fine la donna si troverà ad assistere alle frecciatine degli ex coniugi.
- Guest star: Reba McEntire (June), Craig T. Nelson (allenatore Dale Ballard), Wendie Malick (rettrice Hagemeyer), Dave Foley (Gary O'Brien), Travis Schuldt (Justin), Wyatt McClure (Billy Sparks)

## Aerobica per cowboy e 473 bulloni sgrassati
- Titolo originale: Cowboy Aerobics and 473 Grease-Free Bolts
- Diretto da: Melissa Joan Hart
- Scritto da: Eric Kaplan, Jeremy Howe e Connor Kilpatrick (soggetto), Steven Molaro, Steve Holland e Yael Glouberman (sceneggiatura)

### Trama
Sheldon ottiene per sfinimento il ruolo di assistente di un ritroso professor Linkletter, ma i lavori di bassa manovalanza a cui è sottoposto lo spingono a lasciare il posto; una ramanzina del padre sull'abbandonare gli impegni presi lo spinge però a ritornare al suo ruolo. Nel frattempo Georgie, dopo aver visto una pubblicità di un video di allenamento di Richard Simmons, decide di farne di suoi da vendere e per questo chiede aiuto al signor Lundy per la preparazione del tutto e alla nonna per il finanziamento del progetto, che però naufraga quando Connie si accorge che l'insegnante incasserebbe l'80% degli introiti delle vendite.
- Guest star: Ed Begley Jr. (Dr. Linkletter), Jason Alexander (signor Lundy), David Hasselhoff (se stesso)

## Un pager, un club e un sacchetto di rughe brontolone
- Titolo originale: A Pager, a Club and a Cranky Bag of Wrinkles
- Diretto da: Jaffar Mahmood
- Scritto da: Steven Molaro, Steve Holland e Eric Kaplan (soggetto), Tara Hernandez, Jeremy Howe e Connor Kilpatrick (sceneggiatura)

### Trama
Dopo quanto avvenuto al matrimonio del figlio di Dale, June chiama Connie per chiederle scusa e le due vanno insieme per una notte di follie al casinò. Nel frattempo Sheldon, che non ha amici, passa tutto il tempo libero tra le lezioni col professor Linkletter, che, stanco della situazione, ne parla con Mary; la donna allora consiglia al figlio di scegliere un club così da trovare nuovi amici. Nel frattempo Georgie si compra un cercapersone, ma verrà contattato ripetutamente da un'anziana signora che cerca il nipote e verrà sfruttato per accompagnarla a fare spesa e fare le faccende domestiche.
- Guest star: Reba McEntire (June), Craig T. Nelson (allenatore Dale Ballard), Ed Begley Jr. (Dr. Linkletter), Judith Drake (Mildred) Holly J. Barrett (Ashley), Caleb Emery (Darren)

## Una scatola del tesoro e la nonnina della scienza
- Titolo originale: A Box of Treasure and the Meemaw of Science
- Diretto da: Alex Reid
- Scritto da: Steve Holland, Tara Hernandez e Marie Cheng (soggetto), Steven Molaro, Jeremy Howe e Connor Kilpatrick (sceneggiatura)

### Trama
Il professor Linkletter chiede a Sheldon di dargli una mano attivamente per un esperimento, ma sorprendentemente i due vengono aiutati da Connie grazie alle sue conoscenze sull'uncinetto. Nel frattempo Georgie trova dei vecchi compiti in classe del fratello e inizia a venderli a scuola. Intanto Mary vede il pastore Jeff e Brenda camminare insieme; sentendosi esclusa, inizia a disturbare la vicina, che alla fine le rivela che parla col pastore perché il marito l'ha abbandonata.
- Guest star: Ed Begley Jr. (Dr. Linkletter), Melissa Peterman (Brenda Sparks), Brian Stepanek (signor Givens), Sarah Baker (signora Hutchins), Ryan Phuong (Tam), Wallace Shawn (Dr. Sturgis)

## Il bus dei vecchietti e un nuovo modello per la didattica
- Titolo originale: The Geezer Bus and a New Model for Education
- Diretto da: Melissa Joan Hart
- Scritto da: Steven Molaro, Connor Kilpatrick e Yael Glouberman (soggetto), Steve Holland, Eric Kaplan e Tara Hernandez (sceneggiatura)

### Trama
Connie va a sbattere in auto contro un albero mentre riporta Sheldon a casa, e si ritrova quindi costretta a prendere il pulmino della chiesa che solitamente trasporta persone, a differenza sua, molto anziane e non autosufficienti; nonostante la ritrosia iniziale, alla fine passa un bel pomeriggio con i tre passeggeri. Nel frattempo il geniale nipote è terrorizzato dal riprendere l'auto e, forte dell'appoggio della rettrice, ottiene dall'università di poter seguire le lezioni telefonicamente, una nuova linea telefonica per collegarsi ai loro server e delle consegne a casa di cibo e altri generi.
- Guest star: Diane Ladd Hortense, Craig T. Nelson (allenatore Dale Ballard), Ed Begley Jr. (Dr. Linkletter), Wendie Malick (rettrice Hagemeyer), Marla Gibbs (Doris), Alan Rachins (Vern), Wallace Shawn (Dr. John Sturgis)

## Il figlio di Tatiana e l'approvazione incondizionata di un'agenzia governativa
- Titolo originale: Mitch's Son and the Unconditional Approval of a Government Agency
- Diretto da: Alex Reid
- Scritto da: Eric Kaplan, Tara Hernandez e Jeremy Howe (soggetto), Steven Molaro, Steve Holland e Connor Kilpatrick (sceneggiatura)

### Trama
L'agenzia delle entrate scrive ai Cooper per chiedere pochi dollari, frutto di un errore che Sheldon è convinto di non aver fatto e le sue azioni provocano una revisione fiscale completa dei conti della famiglia. George, arrabbiato col figlio, si affida a una commercialista che gli dice come i conti del figlio siano perfetti e decide quindi di farsi difendere da Sheldon che, grazie alle sue capacità, fa ammettere all'agenzia di aver sbagliato. Nel frattempo Dale deve fare un esame e cerca di convincere in tutti i modi Connie a farlo con lui mentre la donna, memore di quanto successo al marito, è totalmente restia. Intanto Missy si prende gioco della madre usando parole che assomigliano a parolacce.
- Guest star: Craig T. Nelson (allenatore Dale Ballard), Rob Brownstein (Malcolm Green), Zylan Brooks (Nancy)

## Un virus, un dolore straziante e un mondo di possibilità
- Titolo originale: A Virus, Heartbreak and a World of Possibilities
- Diretto da: Michael Judd
- Scritto da: Steven Molaro, Steve Holland e Connor Kilpatrick (soggetto), Eric Kaplan, Tara Hernandez e Jeremy Howe (sceneggiatura)

### Trama
Mary propone alla vicina di uscire per non farle pensare all'abbandono del marito ma, non essendo una persona che sa divertirsi, si fa accompagnare da Connie; durante la serata di bevute, Brenda si tira su di morale sfogandosi con le amiche, ma a rattristarsi è Mary che paragona il suo matrimonio a quello della vicina, capendo di attraversare una crisi simile. Nel frattempo George, che dovrebbe tenere d'occhio Sheldon e Billy, invita il secondo a passare del tempo con lui e gli amici che stanno giocando a poker mentre il geniale figlio non calcola il vicino perché impegnato a giocare al computer, finché non perde tutti i dati a causa di un virus. Intanto Georgie, con la sua ragazza, accompagna al cinema la sorella con il suo fidanzato.
- Guest star: Melissa Peterman (Brenda Sparks), Rex Linn (preside Peterson), Brian Stepanek (signor Givens), Doc Farrow (vice allenatore Wilkins), Ryan Phuong (Tam), Wyatt McClure (Billy Sparks), Ava Allan (Jana), H. Michael Croner (David)

## Un altro genio e i consigli più hot per labbra imbronciate
- Titolo originale: A Second Prodigy and the Hottest Tips for Pouty Lips
- Diretto da: Melissa Joan Hart
- Scritto da: Steve Holland, Tara Hernandez e Jeremy Howe (soggetto), Steven Molaro, Connor Kilpatrick e Marie Cheng (sceneggiatura)

### Trama
La rettrice Hagemeyer chiede a Sheldon di convincere Paige ad iscriversi alla East Tech Texas, mandando il ragazzino su tutte le furie; parlando con i fratelli però, capisce che il problema con la geniale ragazzina sia una cotta che ha per lei. Nel frattempo Mary, prendendo esempio da Brenda, decide di farsi una nuova acconciatura, ma poi capisce che vuole sentirsi più realizzata per colmare il vuoto nella sua vita e decide di rispolverare la sua vecchia passione per il cucito.
- Guest star: Reba McEntire (June), Wendie Malick (rettrice Hagemeyer), Melissa Peterman (Brenda Sparks), Mckenna Grace (Paige), Andrea Anders (Linda), Doc Farrow (vice allenatore Wilkins), Wallace Shawn (Dr. Sturgis)

## Un buco nero
- Titolo originale: A Black Hole
- Diretto da: Jaffar Mahmood
- Scritto da: Steve Holland, Jeremy Howe e Connor Kilpatrick (soggetto), Steven Molaro, Eric Kaplan e Tara Hernandez (sceneggiatura)

### Trama
Il professor John Sturgis, dopo essere stato licenziato per aver dichiarato alla stampa che il Superconducting Super Collider di Waxahachie potrebbe trasformarsi in un buco nero e distruggere la Terra, torna a Medford dove si mette a lavorare come commesso in un negozio di alimentari; preoccupati per lui, la famiglia Cooper lo invita a cena e, parlando della fine del mondo e degli universi paralleli, John capisce di essere ancora innamorato di Connie.
- Guest star: Wallace Shawn (Dr. Sturgis), Wendie Malick (rettrice Hagemeyer)

## Il selvaggio e confuso mondo della dinamica non-lineare
- Titolo originale: The Wild and Woolly World of Nonlinear Dynamics
- Diretto da: Alex Reid
- Scritto da: Eric Kaplan, Tara Hernandez e Jeremy Howe (soggetto), Steven Molaro, Steve Holland e Connor Kilpatrick (sceneggiatura)

### Trama
Missy, arrabbiata per aver visto il ragazzo che le piace con un'altra ragazza più grande, se la prende con tutti i familiari che incontra, decide di buttare tutti i giochi da bambina e scappa addirittura di casa, seguita da Sheldon, che è inizialmente arrabbiato con lei perché gli ha strappato la foto autografata del Professor Proton, ma la nonna gli ha spiegato che, in quanto fratello maggiore, ha il dovere di proteggerla. Nel frattempo Mary, dopo essere stata accusata da Peg di sentirsi superiore a tutti, torna a casa trovando la situazione mal gestita dal marito, che la accusa delle stesse cose; furioso, George se ne va al bar accettando la compagnia della vicina Brenda, mentre la moglie, accudita dal figlio Georgie, ammette che il marito ha ragione.
- Guest star: Melissa Peterman (Brenda Sparks), Nancy Linehan Charles (Peg)